# Vapor sobrecalentado

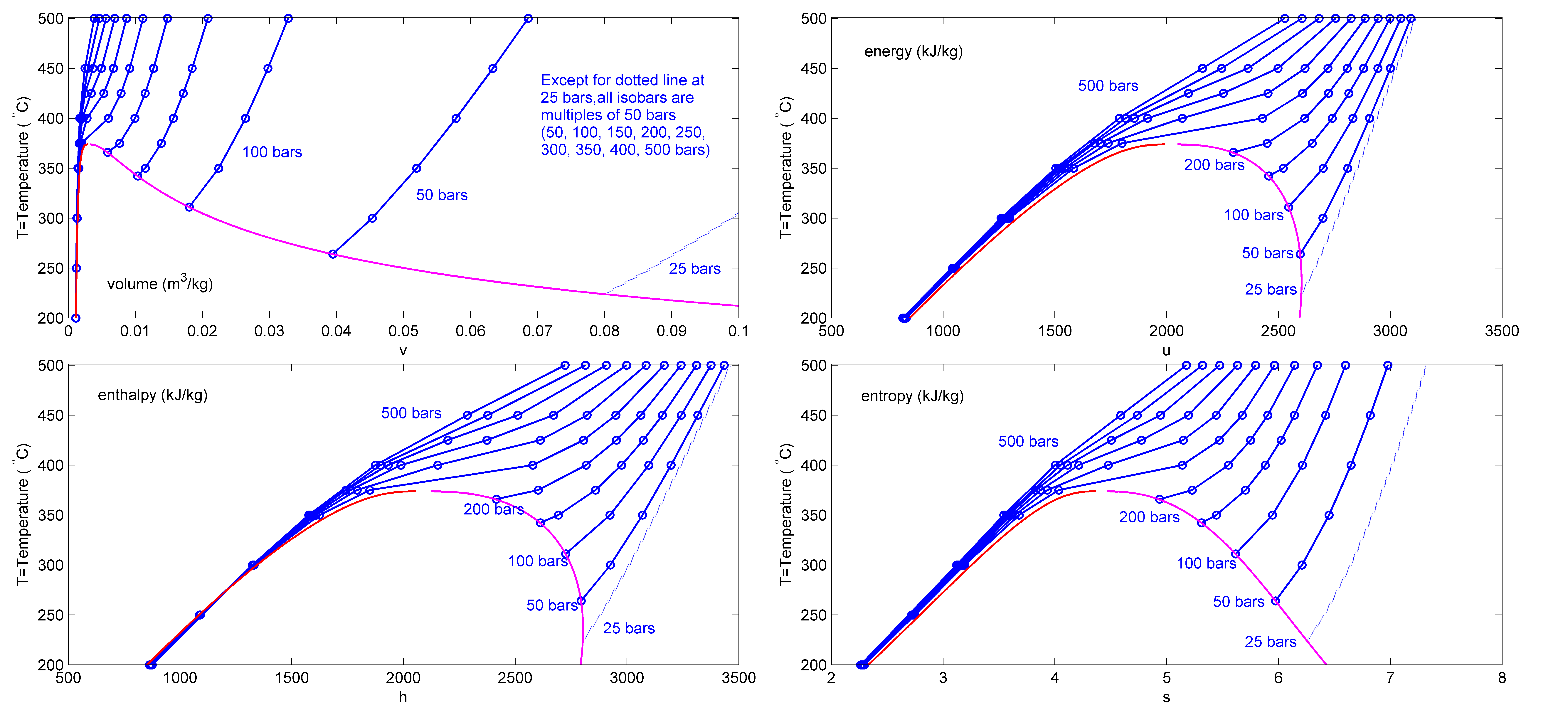
Volumen (v), energía interna (u), entalpía (h) y entropía (s) versus temperatura (C) para vapor sobrecalentado

El vapor sobrecalentado es un vapor a una temperatura superior a su punto de vaporización (ebullición) a la presión absoluta donde se mide la temperatura. 
Por lo tanto, el vapor puede enfriarse (perder energía interna) en cierta cantidad, lo que resulta en una disminución de su temperatura sin cambiar el estado (es decir, la condensación) de un gas a una mezcla de vapor saturado y líquido. Si el vapor insaturado (una mezcla que contiene tanto vapor de agua como gotitas de agua líquida) se calienta a presión constante, su temperatura también permanecerá constante a medida que la calidad del vapor (piense en sequedad o porcentaje de vapor saturado) aumente hacia el 100% y se seque (es decir, sin líquido saturado) vapor saturado. La entrada continua de calor luego "super" calentará el vapor seco saturado. Esto ocurrirá si el vapor saturado entra en contacto con una superficie con una temperatura más alta.
El vapor sobrecalentado y el agua líquida no pueden coexistir bajo equilibrio termodinámico, ya que cualquier calor adicional simplemente evapora más agua y el vapor se convertirá en vapor saturado. Sin embargo, esta restricción puede violarse temporalmente en situaciones dinámicas (sin equilibrio). Para producir vapor sobrecalentado en una central eléctrica o para procesos (como papel de secado), el vapor saturado extraído de una caldera se pasa a través de un dispositivo de calentamiento separado (un sobrecalentador) que transfiere calor adicional al vapor por contacto o por radiación. 
El vapor sobrecalentado no es adecuado para la esterilización. Esto se debe a que el vapor sobrecalentado está seco. El vapor seco debe alcanzar temperaturas mucho más altas y los materiales expuestos durante un período de tiempo más largo para tener la misma efectividad; o igual valor de muerte F0. El vapor sobrecalentado tampoco es útil para calentar. El vapor saturado tiene un coeficiente de transferencia de calor de pared mucho más alto.
Se puede usar vapor ligeramente sobrecalentado para la desinfección antimicrobiana de biopelículas en superficies duras.
El mayor valor del vapor sobrecalentado radica en su tremenda energía interna que puede usarse para la reacción cinética a través de la expansión mecánica contra las palas de la turbina y los pistones alternativos, que produce el movimiento giratorio de un eje. El valor del vapor sobrecalentado en estas aplicaciones es su capacidad para liberar enormes cantidades de energía interna y permanecer por encima de la temperatura de condensación del vapor de agua; a las presiones a las que operan las turbinas de reacción y los motores de pistón alternativo. 
De importancia primordial en estas aplicaciones es el hecho de que el vapor de agua que contiene gotas de líquido arrastrado es generalmente incompresible a esas presiones. Si el vapor funciona en un motor o turbina alternativos, se enfría a una temperatura a la que se forman gotas de líquido; Las gotas de agua arrastradas en el flujo de fluido golpearán las partes mecánicas de motores o turbinas, con suficiente fuerza para doblarlas, agrietarlas o fracturarlas. sobrecalentamiento y la reducción de presión a través de la expansión aseguran que el flujo de vapor permanezca como un gas compresible a lo largo de su paso a través de una turbina o un motor, evitando daños en las partes móviles internas. 

## Vapor saturado
El vapor saturado es vapor que está en equilibrio con agua calentada a la misma presión, es decir, no se ha calentado por encima del punto de ebullición para su presión. Esto contrasta con el vapor sobrecalentado, en el que el vapor (vapor) se ha separado de las gotas de agua y luego se ha agregado calor adicional. 
Estas gotas de condensación son una causa de daño a las palas de las turbinas de vapor, la razón por la cual tales turbinas dependen de un suministro de vapor seco y sobrecalentado. 
El vapor seco es vapor saturado que se ha sobrecalentado muy ligeramente. Esto no es suficiente para cambiar su energía de manera apreciable, pero es un aumento de temperatura suficiente para evitar problemas de condensación, dada la pérdida promedio de temperatura en el circuito de suministro de vapor. Hacia el final del siglo XIX, cuando el sobrecalentamiento todavía era una tecnología menos que cierta, el secado al vapor daba los beneficios de sobrecalentamiento que evitaban la condensación sin requerir la sofisticada caldera o las técnicas de lubricación del sobrecalentamiento completo.
Por el contrario, el vapor de agua que incluye gotas de agua se describe como vapor húmedo. Si el vapor húmedo se calienta más, las gotas se evaporan, y a una temperatura suficientemente alta (que depende de la presión), toda el agua se evapora, el sistema está en equilibrio vapor-líquido y se convierte en vapor saturado . 
El vapor saturado es ventajoso en la transferencia de calor debido al alto calor latente de vaporización. Es un modo muy eficiente de transferencia de calor. En términos simples, el vapor saturado está en su punto de rocío a la temperatura y presión correspondientes. El calor latente típico de vaporización (o condensación) es de 970 Btu / lb para vapor saturado a presión atmosférica.

## Usos

### Máquina de vapor
El vapor sobrecalentado se utilizó ampliamente en las locomotoras de vapor de la línea principal. El vapor saturado tiene tres desventajas principales en una máquina de vapor: contiene pequeñas gotas de agua que deben drenarse periódicamente de los cilindros; estando precisamente en el punto de ebullición del agua para la presión de la caldera en uso, inevitablemente se condensa hasta cierto punto en las tuberías y cilindros de vapor fuera de la caldera, causando una pérdida desproporcionada de volumen de vapor al hacerlo; y pone una gran demanda en la caldera. 
El sobrecalentamiento del vapor lo seca efectivamente, eleva su temperatura a un punto donde la condensación es mucho menos probable y aumenta significativamente su volumen. Sumados, estos factores aumentan el poder y la economía de la locomotora. Las principales desventajas son la complejidad y el costo adicionales de la tubería del sobrecalentador y el efecto adverso que tiene el vapor "seco" en la lubricación de componentes móviles como las válvulas de vapor. Las locomotoras de derivación generalmente no usaban sobrecalentamiento. 
La disposición normal implicaba tomar vapor después de la válvula reguladora y pasarlo a través de largos tubos de sobrecalentamiento dentro de tubos de fuego especialmente grandes de la caldera. Los tubos del sobrecalentador tenían una curva invertida ("torpedo") en el extremo de la cámara de combustión para que el vapor tuviera que pasar la longitud de la caldera al menos dos veces, recogiendo calor mientras lo hacía. 

### Tratamiento
Otros usos potenciales del vapor sobrecalentado incluyen: secado, limpieza, estratificación, ingeniería de reacción, secado con epoxi y uso de películas donde se requiere vapor saturado a muy sobrecalentado a una presión atmosférica o alta presión. Ideal para secado al vapor, oxidación al vapor y procesamiento químico. Los usos son en tecnologías de superficie, tecnologías de limpieza, secado al vapor, catálisis, procesamiento de reacciones químicas, tecnologías de secado de superficie, tecnologías de curado, sistemas de energía y nanotecnologías. El vapor sobrecalentado generalmente no se usa en un intercambiador de calor debido al bajo coeficiente de transferencia de calor. En las industrias de refinación e hidrocarburos, el vapor sobrecalentado se utiliza principalmente para la extracción y limpieza. 

### Control de plagas
El vapor sobrecalentado se usa para vaporizar el suelo. El vapor se induce en el suelo, lo que hace que casi todo el material orgánico se deteriore. La vaporización del suelo es una alternativa efectiva a los productos químicos en la agricultura. 